# Lecanophora chubutensis
Lecanophora chubutensis är en malvaväxtart som först beskrevs av Carlos Luis Spegazzini, och fick sitt nu gällande namn av Rodrigo. Lecanophora chubutensis ingår i släktet Lecanophora och familjen malvaväxter. Inga underarter finns listade i Catalogue of Life.